# Trichothurgus colloncurensis
Trichothurgus colloncurensis är en biart som beskrevs av Dmitriy Alekseevich Ogloblin 1957. Trichothurgus colloncurensis ingår i släktet Trichothurgus och familjen buksamlarbin. Inga underarter finns listade i Catalogue of Life.